# Civitas Fortissima tér
A Civitas Fortissima tér Balassagyarmat legjelentősebb tere a város központjában; a 2013-as térfelújítás után különösen kedvelt hellyé vált. A teret a Bercsényi, Bajcsy-Zsilinszky, Teleki, Szabó Lőrinc és Madách Imre utcák határolják, keresztülhúzódik rajta a Rákóczi fejedelem útja (mely korábban a 22-es főút része volt, de az elkerülő átadása óta már csak önkormányzati útnak minősül), illetve mellette található a legnagyobb helyi közpark, a Palóc liget.

## Története

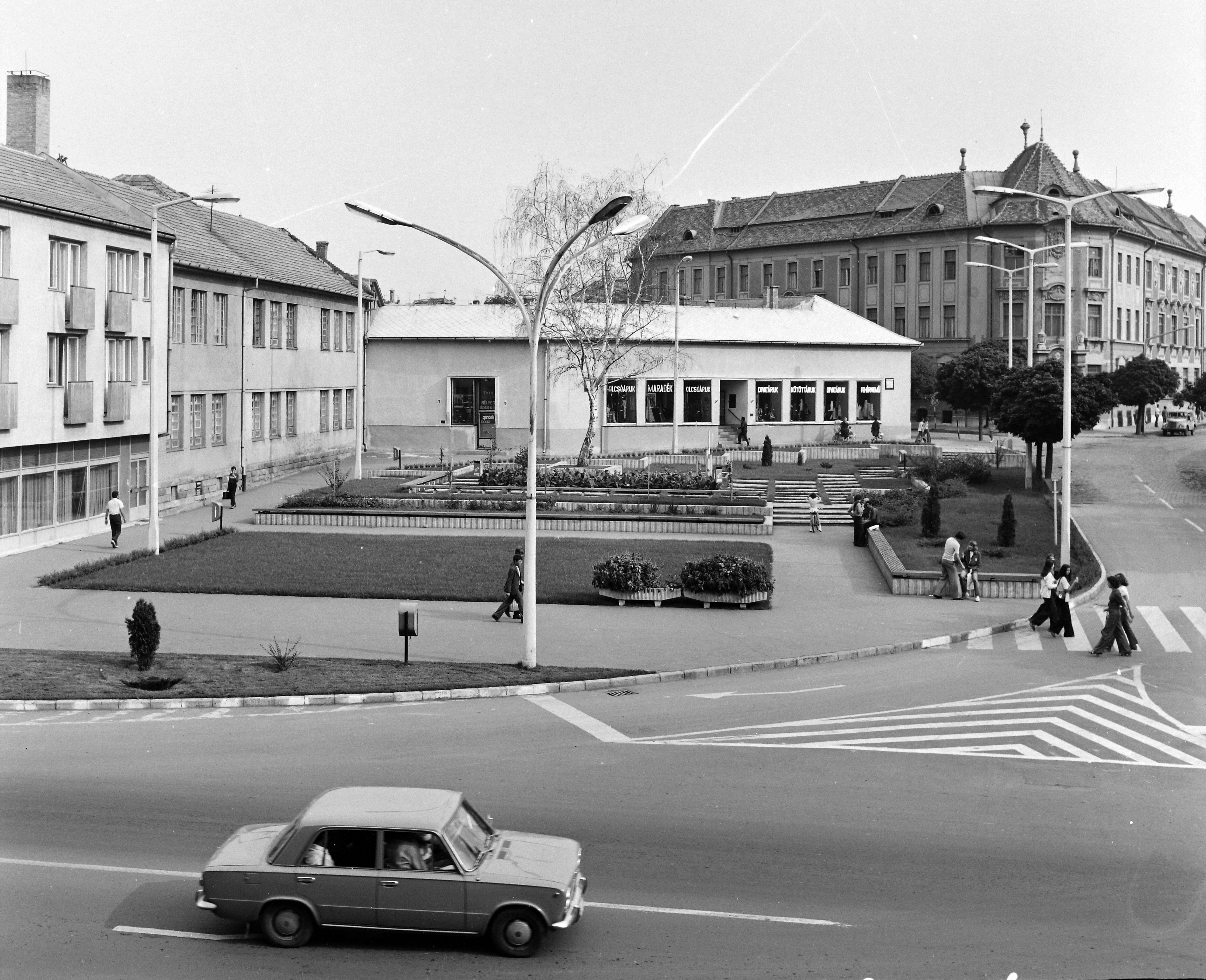
Az elkészült tér 1974-ben

A Bajcsy-Zsilinszky és a Rákóczi Fejedelem út kereszteződésnél lévő tér az 1970-es évek előtt lakóházakkal voltak beépítve. 1973-ban kezdték el felszedni az útburkoló macskakövet, lebontani a lakóházakat, és egy új közteret létrehozni. Az ekkori rekonstrukció során a tér zöldfelületét teraszosan rendezték el és szökőkutat is alakítottak ki, ami az idő során eltűnt, ezért helyére 1988 és 2002 között a Palóc menyecske szobrot állították.
A tér állapota folyamatosan romlott, 2000-re felmerült, hogy felújítsák. Ennek kezdéseként 2002-ben felavatták Párkányi Raab Péter Civitas Fortissima szobrát, a rekonstrukcióra azonban csak 2013-ban került sor. Ekkorra Balassagyarmat több, mint 1 milliárd forintot nyert a belváros funkcióbővítő fejlesztésére, amiből többek között a teret és az alatta lévő közműveket újították meg. A főtér terveit Eleőd Ákos készítette. Az alapkőletételre 2013. június 14-én került sor Medvácz Lajos polgármester, Balla Mihály országgyűlési képviselő és Völner Pál Nemzeti Fejlesztési Minisztérium infrastrukturális területért felelős államtitkár jelenlétében. Az átadásra 2013. december 14-én került sor, ekkor a polgármesteren és az országgyűlési képviselőn kívül Navracsics Tibor is jelen volt. A térrendezés során a város polgári kori hangulatát igyekeztek megidézni. A térre zenepavilon, padok, új kandeláberek, kerékpártárolók, napóra és 150 gömbjuhar került.

## Épületei
- Megyei Bíróság az egyetlen megyei intézmény, ami 1950 után a mai napig Balassagyarmaton működik. Az épületet 1912-ben eklektikus stílusban Hübner Jenő tervei alapján.
- Vármegyeháza (Civitas Fortissima tér 2.) Műemlék és történelmi emlékhely. Az 1935-ben átadott klasszicista épületet Kasselik Ferenc tervezte. A Vármegyeháza Nógrád vármegye központi épülete volt, amíg a megyeszékhely el nem került a városból, ezzel elvesztette eredeti funkcióját.
- Jánossy Képtár (Civitas Fortissima tér 5.) Magos Dezső által tervezett, 1912-ben átadott épületben eredetileg kaszinó működött, a kortárs műveket kiállító képtár csak 1991-ben kezdte meg itt a működését. A romló állapotú képtárat 2015-re felújították, és felvette Jánossy Ferenc festőművész nevét.
- Városháza (Rákóczi fejedelem útja 12.) Az új városháza megépítsére Wälder Gyula tervét fogadták el, amiben egy historizáló városháza szerepelt, de pénz hiányában Magos Dezső tervét valósították meg, ami a Magyar Királyi Szálló átalakítását tartalmazta. Az eklektikus épületet végül 1915-ben adták át.
- Angolkisasszonyok egykori zárdája (Civitas Fortissima tér 9.) Műemlék épület.

## Programok
- Zenepavilon koncertek
Tavasztól őszig együttesek adnak előadást a főtéren.
- Balassagyarmati termelői piac
Balassagyarmaton minden pénteken 10 órától 16 óráig megnyitja a kapuit  termelői piac a városháza előtti korzón. A piacon a környéki kis- és őstermelők mutathatják be helyben előállított késztermékeiket.

## Érdekességek
- II. Rákóczi Ferenc 1705-ben áthaladt a városon úton a szécsényi országgyűlésre, innen kapta a főutca a Rákóczi fejedelem útja nevet.
- I. Ferenc József városban tett látogatásakor a király tiszteletére, a Vármegyeháza elé építettek egy diadalívet, ám ezt a diadalívet később lebontották.